# Mandaryna
Marta Wiśniewska (conocida artísticamente como Mandaryna; nacida el 12 de marzo de 1978 en Łódź, Polonia) es una bailarina y cantante de origen polaco.

## Discografía

### Compactos
- Mandaryna.com (2004) +40,000
- Mandarynkowy Sen (2005) +40,000
- AOK (2009)

### Sencillos
- Here I Go Again (en idioma inglés)
- Le'te Indien (en idioma francés)
- Ev'ry Night (en idioma inglés)
- You Give Love A Bad Name (en idioma inglés)
- Stay Together (en idioma inglés)
- Heaven (en idioma inglés)
- Bad dog, Good dog (en idioma inglés)

## Videos musicales
- 2004: "Here I Go Again"
- 2004: "L'été indien"
- 2005: "Ev'ry Night"
- 2005: "You Give Love a Bad Name"
- 2006: "Stay Together"
- 2007: "Heaven" canceled
- 2009: "Good Dog, Bad Dog"
- 2010: "High" canceled